# ライツイシュー
ライツイシュー（英：rights issue）は、「新株予約権無償割当」とも呼ばれ、株主割当増資による企業の増資方法の1つである。ライツオファリングともいう。
この増資方法は、既存株主に対して、新株を買える権利（新株予約権＝ライツ）を無償で割り当てる（発行＝イシュー）資本調達のしくみである。
増資に応じたい株主は予約権を行使して現金を払い新株を受け取ることができる。増資に応じたくない株主は予約権市場でこの権利を売却して現金を受け取ることができる。通常の株主割当増資とは異なり予約権だけを市場で売買できる。公募増資に比べて既存株主が保有する株券の価値の希薄化が起こり難い。欧米では以前から一般的な増資手法であり、日本でもライツイシューが行えるように2006年に会社法の改正が行われた。予約権が発行されても購入者がこれを行使せずにいると、発行企業は資金を得られないのでその分の増資は行えない。
2009年12月、東証は上場可能な新株予約権は1ライツに対し1株以上という上場ルールを撤廃して端数の生じる予約権の上場が認められ、企業が必要とするライツの付与を可能とした。
2014年7月頃、東京証券取引所は経営が悪化した企業による利用が急増し、問題になっていた「ノンコミットメント型」について、増資の合理性が評価されるプロセスが必要との認識を示し、明らかに市場から評価されない経営成績の企業が発行する新株予約権は上場を認めないことを基準として定めることを検討している。

## 類型
ライツイシューは、一定期間に行使されなかった新株予約権の取り扱いによって、以下に分類される。
ノンコミットメント型
一定期間中に行使されなかった新株予約権が失権（消滅）する。
一部コミットメント型（パーシャルコミットメント型）
一定期間中に行使されなかった新株予約権のうち、一定個数を上限として全体の一部を特定の証券会社等の金融機関が引き受ける。
（フル）コミットメント型
一定期間中に行使されなかった新株予約権の全てを特定の証券会社等の金融機関が引き受ける。

## メリット
1. 既存株主の利益保護（第三者割当増資や公募増資などと比較すると、既存株主が不利益を被る可能性が小さい）
2. 会社としては比較的確実に時価総額比で大規模な資金調達が可能

## 問題点
- 決議から払込み完了まで、相対的に時間が掛かる
- 実施期間中の株価変動リスク
- ノン・コミットメント型では未行使の新株予約権が発生し、予定の資金調達が行えない可能性がある
- 赤字企業がつなぎのための資金調達として安易に発行することがある。

## 事例
- 2010年5月：タカラレーベン、ノンコミットメント型（日本で最初に本手法を用いた増資を行った[5]。）
- 2012年10月：エー・ディー・ワークス、ノンコミットメント型（国内2号目となる上場ライツイシューを実施。）
- 2013年3月：クレアホールディングス、ノンコミットメント型
- 2013年4月：フォンツ・ホールディングス（現レッド・プラネット・ジャパン）、ノンコミットメント型
- 2013年4月：アイ・アールジャパン、コミットメント型（初のコミットメント型ライツ・オファリングを実施。）
- 2013年5月：日本エスコン（現・エスコン）、ノンコミットメント型
- 2013年5月：Jトラスト、ノンコミットメント型
- 2013年5月：メガネスーパー、ノンコミットメント型
- 2013年6月：ガイアックス、ノンコミットメント型
- 2013年6月：シスウェーブホールディングス、ノンコミットメント型
- 2013年8月：レカム、ノンコミットメント型
- 2013年8月：T&Cホールディングス（現・T&Cメディカルサイエンス）、ノンコミットメント型
- 2013年10月：フォンツ・ホールディングス（現レッド・プラネット・ジャパン）、ノンコミットメント型（同社にとって、2回目のライツイシュー）
- 2013年10月：エー・ディー・ワークス、コミットメント型（同社にとって、2回目のライツイシュー）
- 2013年11月：日医工、コミットメント型
- 2013年11月：SEホールディングス・アンド・インキュベーションズ、ノンコミットメント型
- 2013年12月：セーラー万年筆、ノンコミットメント型
- 2014年2月：メガネスーパー、ノンコミットメント型（同社にとって、2回目のライツイシュー）
- 2014年2月：インフォテリア、ノンコミットメント型
- 2014年2月：アジアグロースキャピタル、ノンコミットメント型
- 2014年3月：リアルコム、ノンコミットメント型
- 2014年3月：小僧寿し、ノンコミットメント型
- 2014年3月：省電舎、ノンコミットメント型
- 2014年4月：アルメディオ、ノンコミットメント型
- 2014年7月：石山Gateway Holdings、ノンコミットメント型
- 2014年7月：アンジェスMG（現・アンジェス）、ノンコミットメント型
- 2014年8月：シーマ（現・NEW ART HOLDINGS）、ノンコミットメント型
- 2014年11月：山喜、ノンコミットメント型（新ルール後第1号[6]）
- 2015年1月：サイバーステップ、ノンコミットメント型
- 2017年6月：エー・ディー・ワークス、ノンコミットメント型（同社にとって、3回目のライツイシュー）
- 2017年12月：フージャースホールディングス、一部コミットメント型
- 2019年6月：エー・ディー・ワークス、ノンコミットメント型（同社にとって、4回目のライツイシュー）
- 2018年2月：サムティ、一部コミットメント型
- 2020年6月：CAICA、ノンコミットメント型
- 2020年9月：クシム、ノンコミットメント型
- 2022年10月：地域新聞社、ノンコミットメント型
- 2023年6月：ポエック、ノンコミットメント型
- 2023年6月：テスホールディングス、一部コミットメント型
- 2023年12月：ジャパンインベストメントアドバイザー、一部コミットメント型
- 2024年6月：地域新聞社、ノンコミットメント型（同社にとって、2回目のライツイシュー）

※日付は発表月

### その他の株主割当の事例
- 新株予約権無償発行（株主割当） ※株主割当される新株予約権が非上場
  - 2004年4月：ビーエスエル
  - 2004年6月：アクモス
  - 2004年8月：エルメ
  - 2004年9月：インボイス
  - 2005年3月：ニレコ（発表後中止）
  - 2005年3月：オープンインタフェース
  - 2005年4月：ビーエスエル
  - 2005年8月：エルメ
  - 2006年9月：同和鉱業
  - 2006年10月：昭和ゴム
  - 2010年3月：YAMATO [7]
  - 2011年12月：Oakキャピタル [8]
  - 2012年9月：ドリームバイザー・ホールディングス [9]
  - 2013年3月：ドリームバイザー・ホールディングス [10]
  - 2014年3月：日本クラウド証券 [11]（後に一度中止を発表し、再度リリース [12][13]）
  - 2015年3月：Oakキャピタル [14]

- 新株予約権有償発行（株主割当） ※株主割当される新株予約権が非上場
  - 2002年12月：サミー [15][16]

- 株主割当有償増資（オープン・オファー） ※株主に有償で株式を割り当てる増資。オープン・オファーでは新株予約権を付与しない。
  - 2001年5月：アイワ
  - 2004年2月：バーテックスリンク
  - 2004年3月：アセット・インベスターズ
  - 2004年7月：T・ZONEホールディングス
  - 2004年6月：日本エルエスアイカード
  - 2004年9月：大運
  - 2004年8月：松佳
  - 2005年1月：私塾
  - 2005年4月：BSL
  - 2005年6月：明星電気
  - 2005年6月：パフ
  - 2005年7月：東京衡機製造所
  - 2005年9月：大運
  - 2006年4月：クオンツ
  - 2006年6月：ジェット証券
  - 2007年5月：佐藤食品工業
  - 2007年10月：シンキ
  - 2007年12月：バナーズ（発表後中止）
  - 2008年2月：アクシコ
  - 2008年3月：バナーズ
  - 2009年6月：プラコー
  - 2009年11月：アスコット
  - 2009年11月：EMCOMホールディングス
  - 2009年11月：大運
  - 2010年10月：セイクレスト
  - 2010年10月：ナノキャリア
  - 2012年3月：セブンシーズホールディングス、株主割当増資[17]
  - 2012年11月：エスイー、株主割当増資[18]
  - 2013年10月：セブンシーズホールディングス、株主割当増資[19]

※日付は権利月